# Bahnhof Beimoor

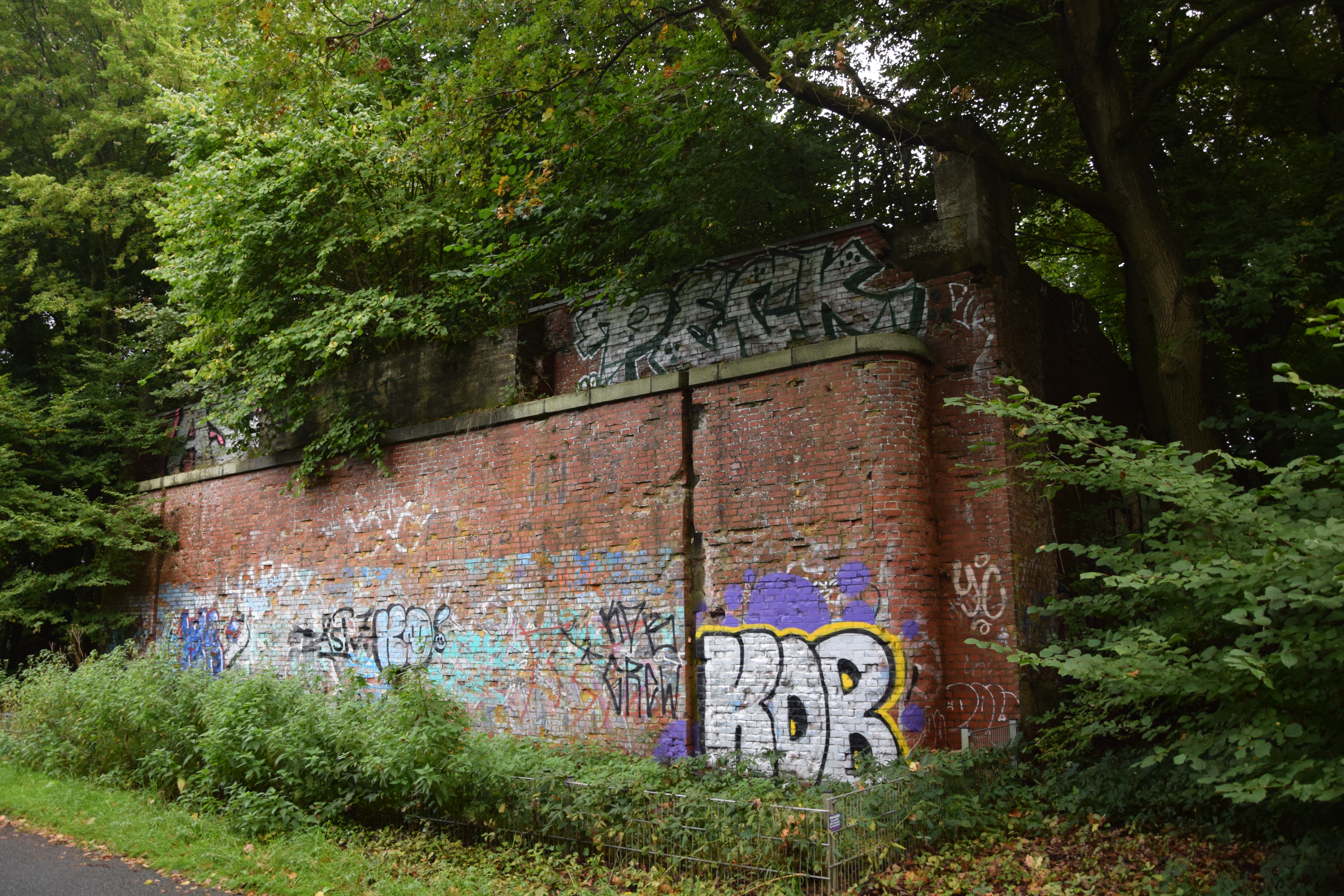
Abschlussmauer des Bahndamms und Fundament des Empfangsgebäudes (2021). Es diente zugleich als Brückenpfeiler für eine vorgesehene Verlängerung über den Beimoorweg hinweg (Bauvorleistung).

Der Bahnhof Beimoor ist ein Geisterbahnhof und Lost Place in der schleswig-holsteinischen Gemeinde Großhansdorf. Der Kopfbahnhof in Hochlage mit dem Kürzel BM war als Endstation der Walddörferbahn vorgesehen, die heute Teil der Linie U1 der Hamburger U-Bahn ist. Obwohl das Empfangsgebäude an der Einmündung des Apelswegs in den Beimoorweg und die Gleisanlagen fertiggestellt waren, wurde er nie in Betrieb genommen. Über hundert Jahre nach seiner Errichtung sind noch Überreste der Anlage erkennbar.

## Vorgeschichte

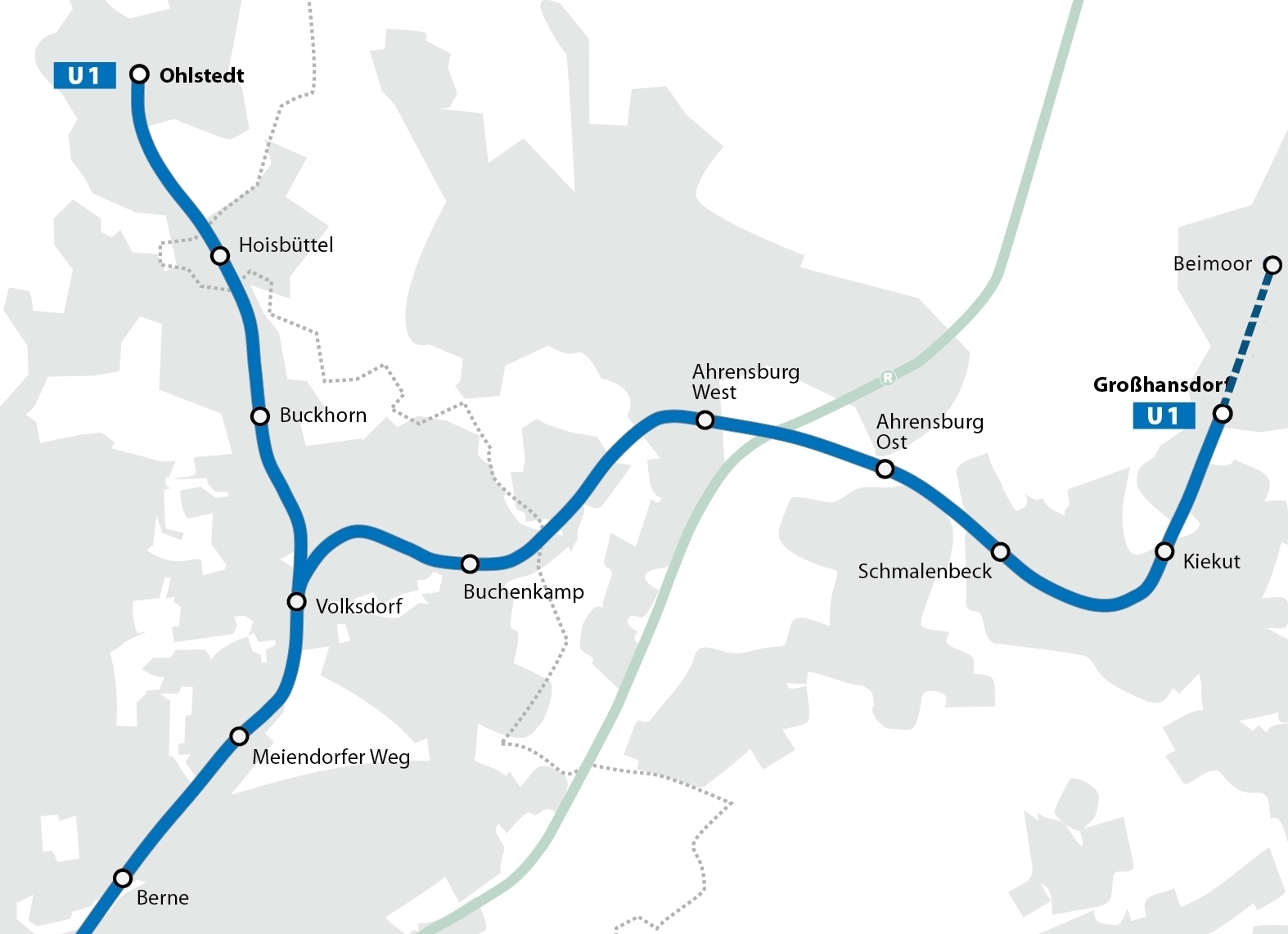
Trasse der Walddörferbahn, heute U1, im Norden Hamburgs mit dem Bahnhof Beimoor

Ab 1910 begannen in Hamburg die Planungen für die elektrisch betriebene Walddörferbahn, die die nordöstlich gelegenen – damals zu Hamburg gehörenden – Walddörfer erschließen sollte. Die Walddörfer Farmsen, Berne, Volksdorf, Schmalenbeck, Großhansdorf – nach damaliger Schreibung Groß-Hansdorf – und Wohldorf-Ohlstedt waren damals Hamburger Exklaven, die jeweils von der preußischen Provinz Schleswig-Holstein umschlossen waren. Mit ihrer Anbindung an das Netz der Hamburger Hochbahn war die Hoffnung auf siedlungspolitische Impulse verbunden. Die Walddörferbahn begann am Knotenpunkt Hamburg-Barmbek (bis 1946: Barmbeck) und verlief zweigleisig bis zum U-Bahnhof Volksdorf. Dort teilte sie sich in einen nordwestlichen Zweig nach Wohldorf und einen östlichen nach Großhansdorf. Die Planungen sahen ursprünglich vor, den östlichen Zweig am U-Bahnhof Großhansdorf enden zu lassen.
Die Arbeiten an der Walddörferbahn begannen 1912. Bei Ausbruch des Ersten Weltkriegs waren die Erdarbeiten im nordöstlichen Teil der Strecke bis Großhansdorf abgeschlossen und die Stationen als Rohbau fertiggestellt.

## Geschichte

### Baubeschluss
Im Juli 1914 beschlossen der Hamburgische Senat und die Bürgerschaft nachträglich eine Verlängerung der, damals noch in Bau befindlichen, Walddörferbahn um 1,330 Kilometer nach Nordosten an den Rand des Beimoorwalds. Dort sollte beim Streckenkilometer 11,715 der Endbahnhof Beimoor errichtet werden. Auslöser waren Pläne, im benachbarten Beimoorwald eine Siedlung für Arbeiter einer projektierten Waffenfabrik zu bauen. Außerdem wollte Hamburg in Beimoor eine dritte psychiatrische Klinik errichten, die ebenfalls über den Bahnhof Beimoor angebunden werden sollte. Einige Konzepte sahen darüber hinaus für die Zukunft eine Fortführung bis zum Hansdorfer Kamp östlich der Stadt Ahrensburg vor, wo eine Endstation namens „Auekämpe“ errichtet werden sollte.

### Errichtung
Ungeachtet dieses Plans wurde nur die Strecke bis zum Bahnhof Beimoor und dessen Empfangsgebäude verwirklicht. Die Arbeiten begannen 1915. Hierfür war die Aufschüttung eines Bahndamms sowie die Errichtung von zwei Brücken über die Hoisdorfer Landstraße sowie die Straße Mielerstede erforderlich, weil das Höhenniveau des vorangehenden Streckenabschnitts beibehalten werden musste. Nach Fertigstellung des Damms, bei dem Erdreich aus der „Baggerkuhle“ der benachbarten Holsteiner Gemeinde Hoisdorf Verwendung fand, wurden die Gleise verlegt. Die Verbindung zwischen den Stationen Großhansdorf und Beimoor war zweigleisig ausgelegt, um einen dichten Taktfahrplan zu ermöglichen. Vor dem Bahnsteig entstand links der Strecke ein Abstellbahnhof mit vier Stumpfgleisen, die aus Richtung Volksdorf kommend nur per Fahrtrichtungswechsel erreichbar waren. Für diesen Betriebsbahnhof mit seiner vierständigen Wagenhalle wurde der Damm entsprechend verbreitert.
Im Stationsbereich wurde ein 60 Meter langer Mittelbahnsteig für Vier-Wagen-Züge errichtet, von dem 40 Meter überdacht waren. Unter der Überdachung stand mitten auf dem Bahnsteig ein kleines Haltestellenwärterhäuschen. Das Empfangsgebäude mit Zugang von der Westseite des Bahndamms bestand aus rotem Backstein. Im Anschluss daran befand sich ein verglastes und bereits verputztes Treppengebäude mit darunterliegender Ausgangshalle. Der Personentunnel hatte eine Wölbdecke.
Beimoor war ähnlich gestaltet wie die übrigen Hochbahn-Stationen jener Zeit, zum Beispiel Langenhorn Nord. Am nördlichen Ende der Station endete der Bahndamm an einem Brückenpfeiler, der bereits mit Widerlagern für die beiden Brücken über den Beimoorweg zur geplanten Weiterführung der Strecke nach Norden ausgestattet war. Auf dem Bahnsteig waren bereits Bahnhofsschilder angebracht.

### Fertigstellung und Aufgabe
Gegen 1916 war der Bau des Bahnhofs abgeschlossen, spätestens 1918 lagen auch sämtliche Gleise. Zum Betrieb fehlten allerdings auf der gesamten Strecke der Walddörferbahn noch die Stromschiene und die elektrischen Anlagen; sie waren in den Kriegsjahren nicht verfügbar. Auf einem Teilabschnitt der Walddörferbahn wurde deshalb 1918 ein Vorlaufbetrieb mit Dampflokomotiven aufgenommen. Die Elektrifizierung zog sich einige Jahre hin. 1920 war die Strecke von Barmbeck bis Volksdorf elektrifiziert, 1921 auch der Abschnitt zwischen Volksdorf und Groß-Hansdorf. Im November 1921 begann der Regelverkehr bis Groß-Hansdorf.
Nur die Strecke von Groß-Hansdorf bis Beimoor wurde letztlich nie eröffnet und auch nicht elektrifiziert. Die Ursachen dafür liegen in den Folgen des Ersten Weltkriegs: Weil der 1919 geschlossene Friedensvertrag von Versailles die Rüstungsproduktion in Deutschland künftig stark beschränkte, entstanden weder die Waffenfabrik noch die geplante Arbeitersiedlung. Außerdem wurden die Pläne für die Psychiatrie nach dem Krieg aus finanziellen Gründen aufgegeben. Weil die unmittelbare Umgebung des Bahnhofs unbesiedelt war, gab es keinen Bedarf mehr dafür. Der nordöstliche Zweig der Walddörferbahn endete damit an der Station Großhansdorf.

### Leerstand und Verfall

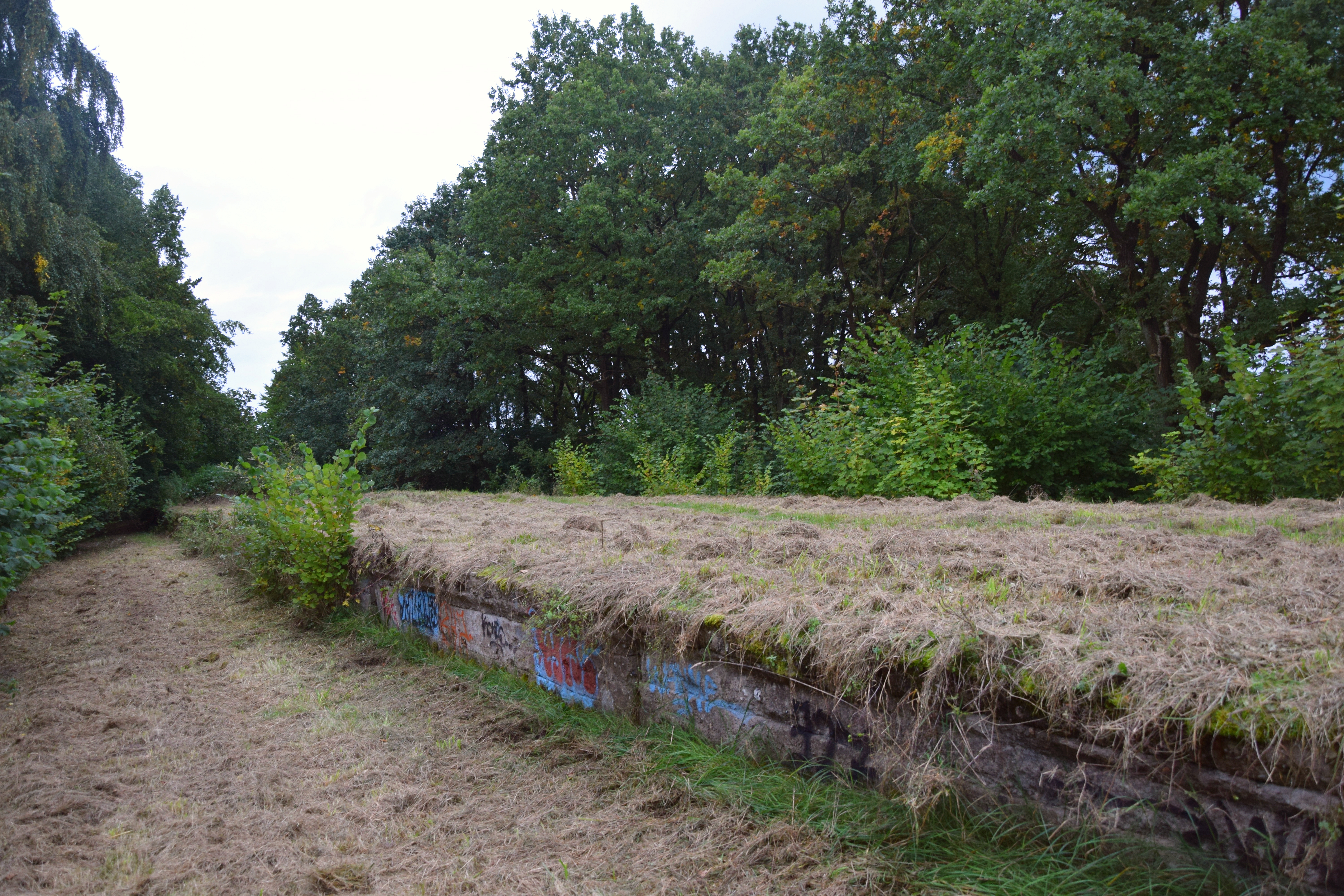
Bahnsteig und Gleisbett (2021)

Nach der Entscheidung, den Bahnhof nicht in Betrieb zu nehmen, wurden schon 1920 die Gleise zwischen Großhansdorf und Beimoor demontiert. Sie fanden auf anderen Strecken Verwendung. Der Bahndamm mit dem Bahnhof blieb stehen. Das Bahnsteigdach wurde keiner anderweitigen Nutzung zugeführt; es verfiel in den folgenden Jahren.
1932 wurden an der Großhansdorfer Station ein zweites Bahnsteiggleis und eine Kehrgleisanlage errichtet. Dies bedeutete das Ende des Beimoor-Projekts. Im gleichen Jahr gab es Überlegungen, im Empfangsgebäude eine Jugendherberge einzurichten. Konkrete Umsetzungsschritte gab es aber nicht; wegen der als unverhältnismäßig hoch angesehenen Renovierungskosten wurde das Projekt frühzeitig nicht weiter verfolgt. Einige Jahre später führte die Hitlerjugend auf dem Bahnhofsgelände und im Gebäude militärische Übungen durch; eine Quelle berichtet auch von Sprengungen. Während des Zweiten Weltkriegs wurden vor allem Metallteile aus dem Bahnhof und den Brücken der Trasse für die Kriegswirtschaft demontiert, nach den Zerstörungen durch die Bombenangriffe auf Hamburg 1943 nutzte die Bevölkerung die Reste des Bahnhofs schließlich zur Beschaffung von Baumaterial für Reparaturen und Behelfsheime. Das führte zu einem vollständigen Abbruch des Empfangsgebäudes. Der Bahnsteigabgang wurde aus Sicherheitsgründen mit einem Deckel versehen und der Eingang am Fuß des Bahndamms 1946 vermauert.
Zu Beginn der 1950er Jahre entstand unmittelbar neben diesem Eingang auf dem freien Bahnhofsvorplatz ein Behelfsheim, wobei der Personentunnel einbezogen wurde. Darin entstand ein Wirtschaftsraum mit Koch- und Waschgelegenheit, in einer Nische unter der Treppe lagerten die Bewohner ihr Brennholz. Nach dem Auszug der letzten Bewohner brannte das Gebäude in der ersten Hälfte der 1970er Jahre vollständig ab. Der Eingang wurde teilweise mit Schutt verfüllt, blieb aber für rund 15 Jahre geöffnet. Seit Ende der 1980er Jahre überwintern regelmäßig Fledermäuse darin. Tierschützer sorgten dafür, dass ein professioneller Umbau für 10.000 Euro erfolgte, wobei die alte Treppenanlage teilweise abgebrochen und der Ausgang verschlossen wurde. Im Winter 2005/06 wurden 20 Tiere gezählt. Oberhalb des Fledermausquartiers rekultivierte die Gemeinde im Jahr 2002 auf dem Bahndamm einige Abschnitte als Trockenrasenbiotop. Über den ehemaligen Bahnsteig führt heute ferner ein Trampelpfad.